# أوت ران يوروبا
أوت ران يوروبا (بالإنجليزية: Out Run Europa)‏ ، هي لعبة فيديو من نوع قيادة السيارات ، أنتجت عام 1991م ، ونشرها شركة يو إس غولد البريطانية.

## مهمة اللعبة
يقوم بطل اللعبة بقيادة السيارة من نوع فيراري إف 40 ، وهو يهرب من ملاحقة سيارة الشرطة ، ويشمل بعض مراحل اللعبة والتي تظهر في خلفية اللعبة كمدينتي باريس و برلين ، وتهدف اللعبة بالبحث عن المجرم بالقبض عليه في نهاية اللعبة.